# Túlio Maravilha
Túlio Humberto Pereira da Costa, más conocido como Túlio Maravilha (Goiânia, Brasil, 2 de junio de 1969), es un exfutbolista brasileño que se desempeñó como delantero.
Es el quinto mayor anotador histórico del Campeonato Brasileño de Fútbol con 129 goles, solo superado por Roberto Dinamite, Romário, Edmundo y Zico. Además, fue el máximo goleador del mismo campeonato las temporadas 1989, 1994 y 1995.

## Trayectoria

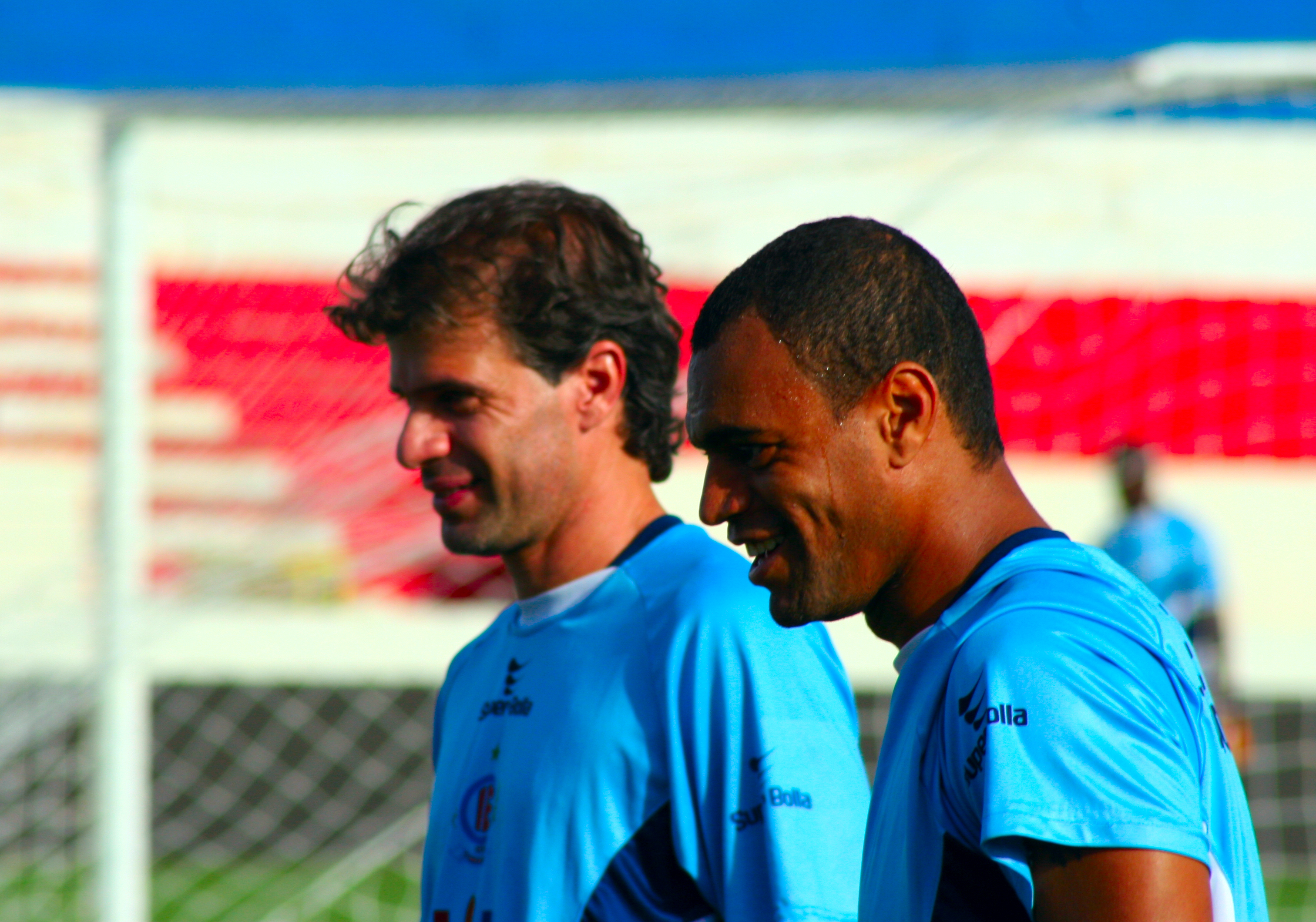
Tulio y Denilson en entrenamiento

Comenzó su carrera en el club Goiás en 1987 y pronto se ganó el reconocimiento nacional. Su apogeo llegó en Botafogo, donde fue ídolo y ayudó al club carioca a ganar el Campeonato Brasileño de Fútbol 1995. Su buen rendimiento en aquellas temporadas le valió la convocatoria al seleccionado nacional de fútbol que disputó la Copa América 1995. 
Tras su destacado paso por Botafogo, Túlio continuó su carrera en los clubes Corinthians, Vitória de Bahía, Fluminense, Cruzeiro y Vila Nova, pero sin el mismo brillo alcanzado en Botafogo. Con su carrera en declive, defendió varios clubes de menor expresión en el fútbol nacional. Su último club fue el Araxá Esporte Clube de la segunda división del Campeonato Mineiro, en el cual llegó a su milésimo gol.
Fuera del fútbol brasileño jugó en el FC Sion de Suiza (1992-93) y en el Újpest Budapest de Hungría en 2002.
Fuera del fútbol, Túlio Maravilha fue elegido concejal por la ciudad de Goiânia en 2008, cargo que ocupó hasta 2011.

## Actualidad
A los 47 años, volverá a jugar en un club de la Tercera División de San Pablo. Acordó su llegada al Taboao da Serra, que disputa el torneo de la serie A3 Paulista, y jugará junto a su hijo, Tulinho, de 18 años. En su regreso al fútbol, el delantero utilizará la camiseta con el número 1000, en alusión a la cantidad de goles que convirtió en su carrera (un dato que no es oficial).

## Selección nacional
Fue internacional con la selección brasileña en 15 oportunidades entre los años 1990 a 1995, anotando un total de 13 goles.

## Palmarés

### Torneos regionales
| Título                          | Club                 | Estado/s                   | Año  |
| ------------------------------- | -------------------- | -------------------------- | ---- |
| Campeonato Goiano               | Goiás Esporte Clube  | Goiás                      | 1987 |
| Campeonato Goiano               | Goiás Esporte Clube  | Goiás                      | 1989 |
| Campeonato Goiano               | Goiás Esporte Clube  | Goiás                      | 1990 |
| Campeonato Goiano               | Goiás Esporte Clube  | Goiás                      | 1991 |
| Campeonato Paulista             | SC Corinthians       | São Paulo                  | 1997 |
| Torneo Río-São Paulo            | Botafogo             | Río de Janeiro / São Paulo | 1998 |
| Campeonato Paulista - Série A2  | AD São Caetano       | São Paulo                  | 2000 |
| Campeonato Goiano               | Vila Nova FC         | Goiás                      | 2001 |
| Taça Guanabara                  | Volta Redonda FC     | Río de Janeiro             | 2005 |
| Campeonato Goiano - 3ª División | Itauçu Esporte Clube | Goiás                      | 2006 |

### Torneos nacionales
| Título          | Club                      | País    | Año  |
| --------------- | ------------------------- | ------- | ---- |
| Série A         | Botafogo                  | Brasil  | 1995 |
| Copa de Hungría | Újpest Football Club      | Hungría | 2002 |
| Série C         | Brasiliense Futebol Clube | Brasil  | 2002 |

### Torneos internacionales
| Título              | Club                   | Sede         | Año  |
| ------------------- | ---------------------- | ------------ | ---- |
| Recopa Sudamericana | Cruzeiro Esporte Clube | Buenos Aires | 1998 |

## Máximo Goleador en torneos
- 1989 - Campeonato Brasileño - (Goiás) - 11 goles.
- 1994 - Campeonato Brasileño - (Botafogo) - 19 goles.
- 1995 - Campeonato Brasileño - (Botafogo) - 23 goles.